# Xã Liberty, Quận Elk, Kansas
Xã Liberty (tiếng Anh: Liberty Township) là một xã thuộc quận Elk, tiểu bang Kansas, Hoa Kỳ. Năm 2010, dân số của xã này là 113 người.